# Тондракити
Тондракитите са християнско религиозно движение в историческа Армения.

## История
В арменското село Тондрак (северно от езерото Ван, днешна Турция) през 9 век се заражда християнското религиозно движение на тондракитите, което е видоизменено продължение на павликянството.
Тондракитите предизвикват тристагодишна буря не само в Армения, но и във Византия. Те са подложени на жестоки гонения, избивания или преселвания от византийските власти. Официалната арменска църква също не е толерантна към сънародниците си тондракити и ги счита за еретици. Това създава благоприятна почва за известно проникване на исляма сред тондракитите и оформянето на алевийството. Не е случайно, че алевиите са мнозинство в някои от източните области на днешна Турция, т.е. районите, където по византийско време е било разпространено учението на тондракитите.

## Елементи от доктрината
Тондракитите имат следните разбирания:
- последователи на павликянството, т.е. отхвърлят света и всичко материално като творение на зла сила (дявола);
- оттук те са противници на църковните обреди, облеклото на духовенството, духовната йерархия и църквата като посредник за общуване с Бога;
- противници на християнското разбиране за Бог - не вярват в Бога и се борят срещу църквата. Смятат, че светът е създаден от зла сила и Бог няма нищо общо с него. Той не може или не желае да влияе върху света и човека, поради това молитвата към такъв Бог няма смисъл.